# Sperenberg

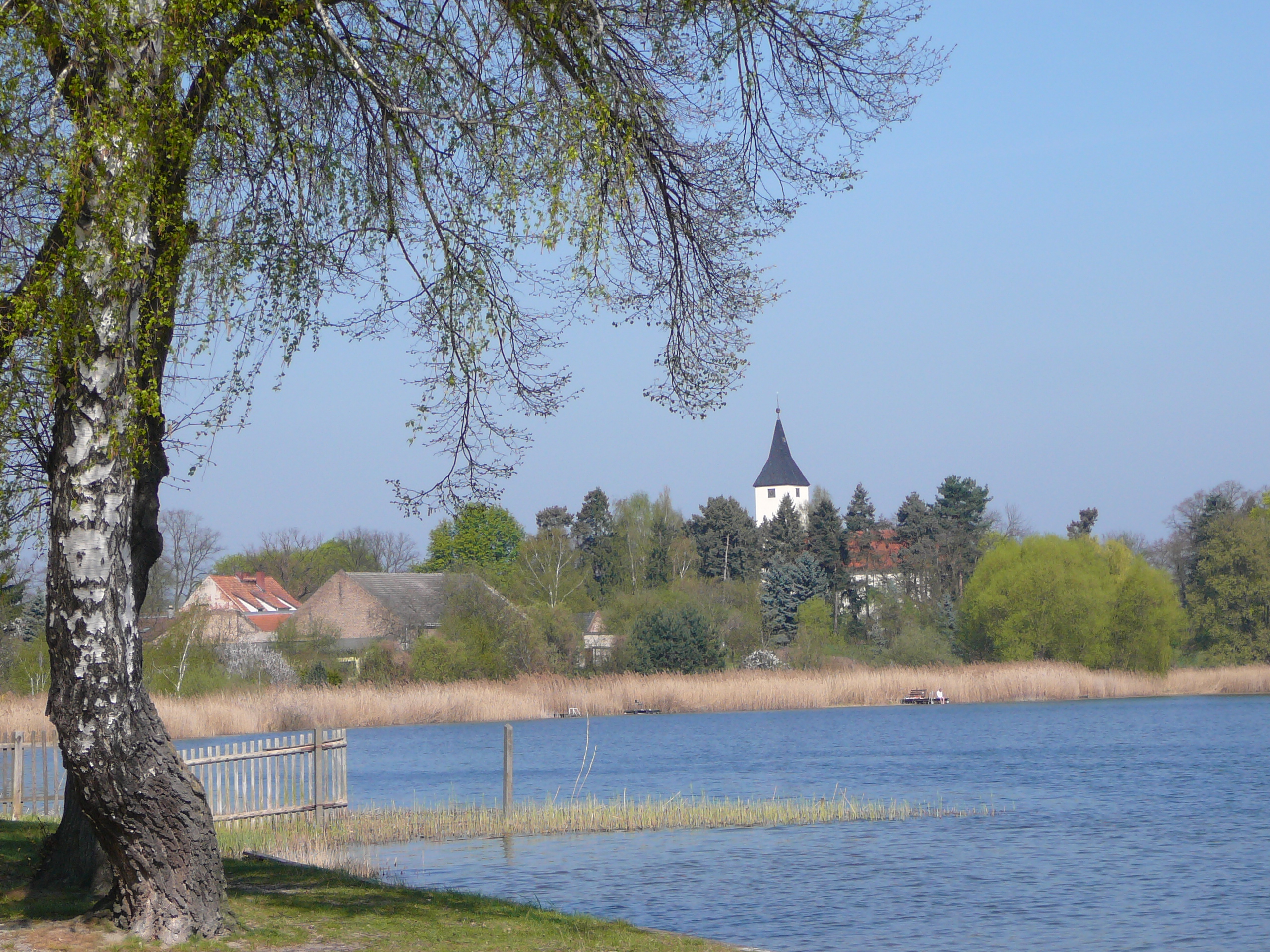
O lago Krummen (Krummen See) nos arredores de Sperenberg.

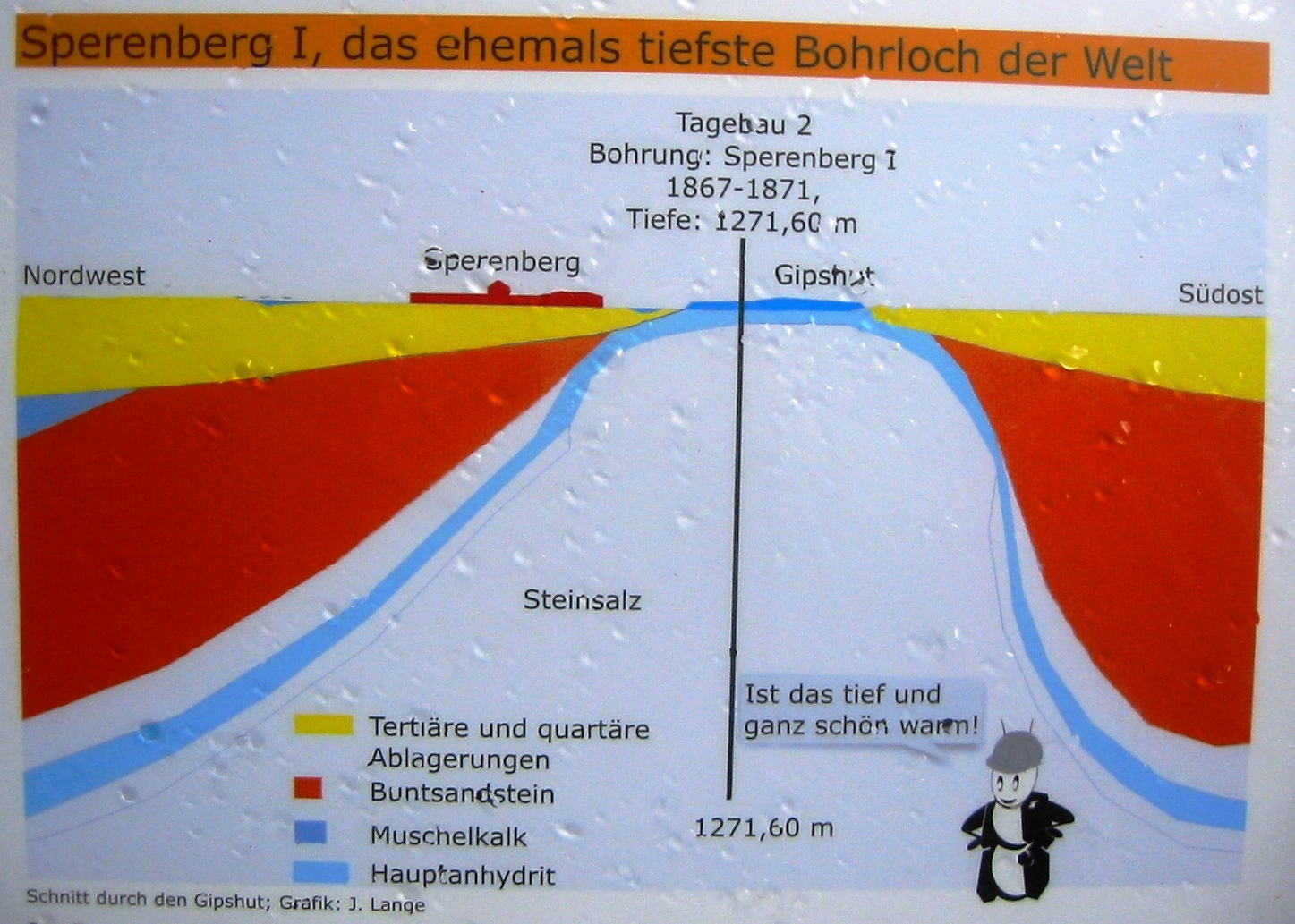
Corte esquemático do depósito de sal-gema de Gipsberg, onde foi determinado pela primeira vez o valor do gradiente geotérmico, num furo onde pela primeira vez se atingiram os 1000 m de profundidade.

Sperenberg é uma unidade administrativa do município de Am Mellensee, distrito (landkreis) de Teltow-Fläming, a cerca de 40 km a sul de Berlim, no estado de Brandeburgo, Alemanha. Com 32 km2 de área e 1 599 habitantes (2011), inclui desde 1974 o lugar de Fernneuendorf. A localidade aparece mencionada pelo seu actual nome a partir de 1495, tendo constituido uma comuna autónoma até 1 de Fevereiro de 2002. Localizada numa área rica em depósitos de sal-gema e de gesso, foi um importante centro de extracção daqueles minerais até ao primeiro quartel do século XX, quando as suas minas foram encerradas por razões económicas e ambientais. Entre 1945 e 1994 albergou uma grande base aérea soviética, hoje abandonada.